# مكتبة أنطاكية
أُنشِئَت مكتبة أنطاكية الملكية من قبل أنطيوخوس الثالث (أو أنطيوخس الكبير) من الإمبراطورية السلوقية (دولة خلفت إمبراطورية الإسكندر الأكبر) حوالي عام 221 قبل الميلاد في أنطاكية (أنطاكية حاليًا) وفتحت للعلماء. قبل نشوة خالكيذا، وهو شاعر يوناني قديم ذو تأثير فكري، التحدي الذي وجهه الملك وأنشأ المكتبة الملكية في أنطاكية. كما شغل منصب أمين المكتبة الرئيسي حتى وفاته.
المكتبة، إلى جانب المدينة نفسها، اعتبرها البعض العاصمة الثقافية للعالم القديم، بل وأكثر شهرة من بيرغامون.

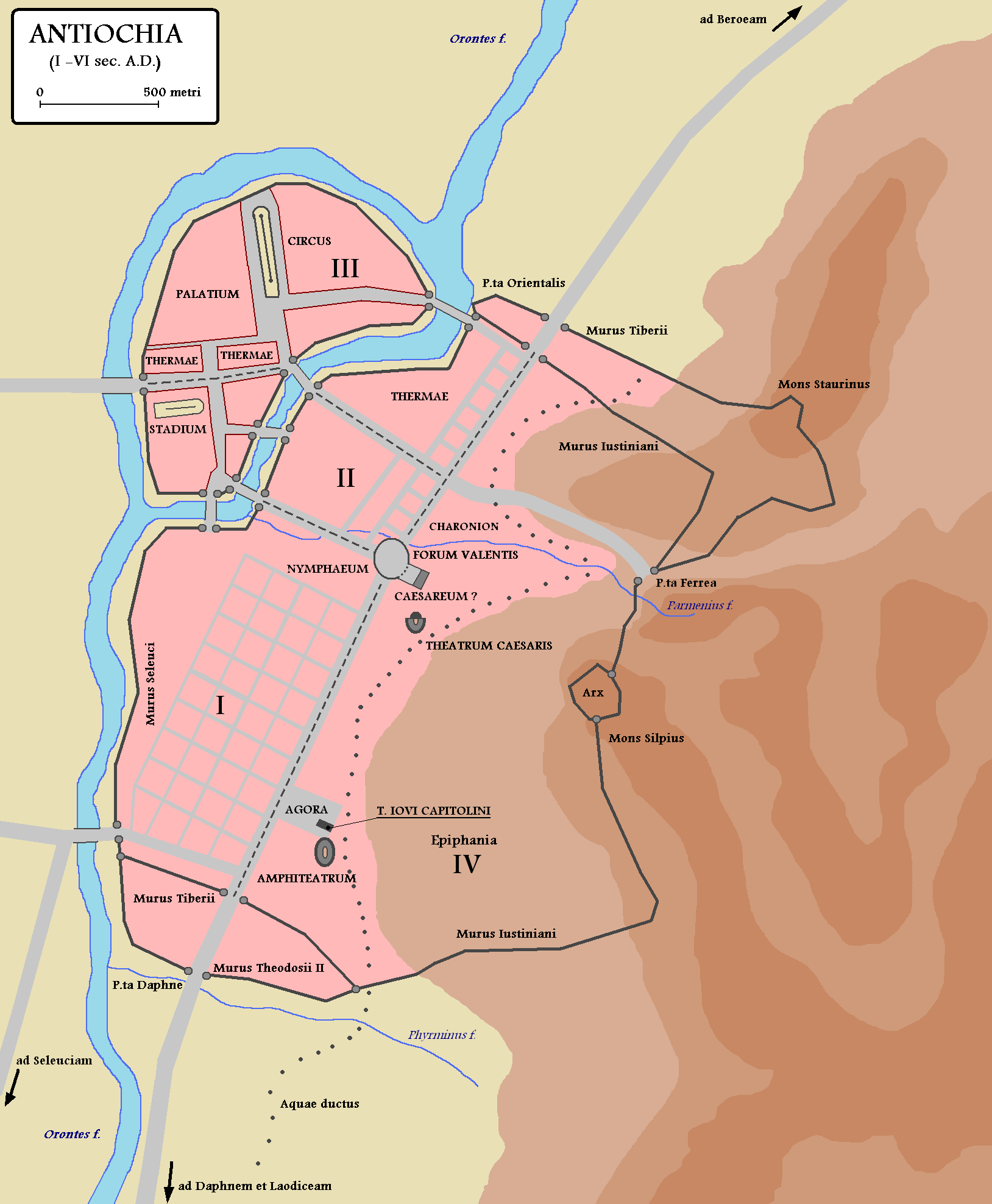
خريطة للمدينة التي كان من المعتقد أن المكتبة تقع بها في الطرف العلوي من المنحدر السفلي لشارع كولوناديد لجبل سيلبيوس.

## دمار
هناك بيان في أعمال يوحنا الأنطاكي (القرن السابع) هو أقدم بيان يصف تدمير مبنى آخر يجري الخلط بينه وبين مكتبة أنطاكية، وهو معبد من فترة هادريان تحول إلى مكتبة على يد جوليان المرتد، بواسطة الامبراطور جوفيان. ربما كانت النوايا في هذا الحدث دينية، على الرغم من أن بعض المؤرخين يعزونها أكثر إلى الاختلافات الاجتماعية والاقتصادية والعرقية. لقد شكك مؤرخون آخرون تمامًا في ما إذا كان هذا الحدث قد حدث بالفعل.

## المتحف
هناك أيضًا احتمال أن يكون هناك هيكل آخر يعتبر أيضًا جزءًا من المكتبة الملكية، لكن هذا غير مؤكد وفقًا للعلماء. في وقت ما بين 114 قبل الميلاد و92 قبل الميلاد في عهد أنطيوخس التاسع (114-95 قبل الميلاد) أو أنطيوخس العاشر (95-92 قبل الميلاد)، حصلت أنطيوخس أيضًا على الوسائل اللازمة لإنشاء متحف به مكتبة من الأموال الموروثة. إلى المدينة بناءً على وصية مارون، وهو تاجر أنطاكية انتقل إلى أثينا، ولكن مثل العديد من التجار في ذلك الوقت الذين انتقلوا تركوا جزءًا من ممتلكاته إلى مدينته الأصلية.
كانت هذه المتحف مشابهة لمنافستها الإسكندرية، على الرغم من أن متاحف الإسكندرية يبدو أنها جاءت أولاً. وكان الجزء الأكثر شهرة في مجمع الإسكندرية هو المكتبة الشهيرة. احتوت أنطاكية أيضًا على مكون مكتبة كبير.
في الواقع، كانت أصول هذه المجمعات عبارة عن مزارات لآلهة الإلهام، لكن ذلك تحول بسرعة إلى الجامعات الأولى. وبينما كانت الإسكندرية تتمتع بشهرة طويلة ولامعة حيث أخرجت فنانين ومثقفين مشهورين على مر القرون، كان للإسكندرية إنتاج أكثر تواضعًا وغموضًا.
يقال إن المتحف في أنطاكية كان يقع على المنحدرات السفلية لجبل سيلبيوس بالقرب من المدينة "القديمة" ولكن على الجانب العلوي من الشارع ذي الأعمدة. قد يشير تقرير في ستاينسبرينج من مخطوطة الفاتيكان إلى هذه المؤسسة:
"وبنوا أبنية للتعلم. ومن ذلك بناء دائري، في وسطه قبة ارتفاعها مائة ذراع؛ وفي هذا نسخة من السماوات بما في ذلك النجوم والأبراج والأبراج، بحركات ابتكرها العلماء وأكملها البراهمة الذين بلغوا في علم السماء أعلى الدرجات. فلا شيء يتحرك في السماء الحقيقية إلا وكان مثله: الشمس والقمر وكل ما في السماء».
وفقًا لـ لاسوس، كان المتحف بالقرب من أغورا إبيفانيا، وقد أسيست في عهد أنطيوخس فيلباتور، وأحرق في عهد تيبيريوس، وأعاد بناؤه ماركوس أوريليوس ثم في عهد بروبس، وزيينت في عهد الإمبراطورة يودوكسيا في عام 438 م. قام قسطنطين بتحويلها لاستخدامها كمحافظة لمجيء الأبرشية المشرقية (كونت الشرق، المسؤول البيزنطي الرئيسي في الجزء الشرقي من الإمبراطورية) ولكن إحرقت في أعمال شغب قام بها الفصيل الأخضر في 9 يوليو 507.